# William H. Kimbel
William Howard Kimbel (* 15. April 1954 in Philadelphia; † 17. April 2022 in Phoenix, Arizona) war ein US-amerikanischer Paläoanthropologe. Er lehrte als Professor an der Arizona State University und war Nachfolger von Donald Johanson als Leiter des Institute of Human Origins, dessen Ziel es insbesondere ist, die Stammesgeschichte des Menschen zu rekonstruieren.

## Forschung
William „Bill“ Kimbel erwarb 1976 an der Case Western Reserve University in Cleveland, Ohio, den akademischen Grad Bachelor of Arts im Fach Anthropologie. Danach schloss er sich an dieser Universität dem von C. Owen Lovejoy geleiteten biowissenschaftlichen Graduiertenprogramm als Doktorand an. Im Verlauf seines Studiums war er auch in Kontakt mit Donald Johanson gekommen, der seit 1972 einen Lehrauftrag an der Case Western Reserve University innehatte und seit 1973 Leiter des US-amerikanischen Forscherteams der International Afar Research Expedition in Äthiopien war. Johanson bot Kimbel an, im Herbst 1976 als paläontologischer Assistent an einem weiteren geplanten Grabungsaufenthalt im Forschungsgebiet Hadar am Mittleren Awash teilzunehmen. Dort hatte Johanson u. a. im November 1974 das Fossil „Lucy“ entdeckt, die der 1978 neu benannten Art Australopithecus afarensis zugeschrieben wurde. Kimbel entdeckte bei diesem – seinem ersten – Grabungsaufenthalt die ersten Hinweise auf die bedeutende Fossilienfundstätte AL 333. Für Kimbel war dieser Aufenthalt im äthiopischen Afar-Dreieck der Beginn seiner jahrzehntelangen Beschäftigung mit Australopithecus afarensis, insbesondere befasste er sich mit der wissenschaftlichen Beschreibung der Schädelfunde von Australopithecus afarensis. 
1986 erwarb Kimbel seinen Doktorgrad an der Kent State University in Ohio mit der 443 Seiten starken Schrift Calvarial morphology of Australopithecus afarensis: A comparative phylogenetic study.
Nachdem die Feldforschung der International Afar Research Expedition 1978 wegen des Äthiopischen Bürgerkriegs abgebrochen werden musste, wurde Kimbel Kurator für Anthropologie am Cleveland Museum of Natural History. 1985 folgte er Johanson nach Berkeley, Kalifornien, wo dieser vier Jahre zuvor sein Institute of Human Origins gegründet hatte. Dessen Forschungsarbeiten hatten sich zwischenzeitlich von Äthiopien auf andere Regionen in Afrika und Asien gerichtet. Kimbel leitete Ausgrabungen des Instituts u. a. in der Olduvai-Schlucht und in Laetoli, in Tunesien und Yuanmou, Volksrepublik China. Von 1991 bis 1994 erforschte er mit Yoel Rak und Erella Hovers die Amud-Höhle in Israel, wo sie gemeinsam das Fossil Amud 7 eines ungefähr zehn Monate alten Neandertaler-Kindes entdeckten.
Nachdem dies in den 1980er-Jahren wieder möglich war, leitete er in Äthiopien 30 Jahre lang die wissenschaftlichen Untersuchungen in Hadar, einer der ertragreichsten Fundstätten für Fossilien von Australopithecus afarensis, und war von 2009 bis 2021 als Nachfolger von Donald Johanson Direktor des Institute of Human Origins. 1997 wurde das Institut dem College of Liberal Arts and Sciences der Arizona State University in Tempe, Arizona, angegliedert und gehört seitdem zu deren School of Human Evolution and Social Change. Dort war Kimbel anfangs, nach dem Umzug des Instituts von Berkeley nach Tempe, auch Professor für Anthropologie und zuletzt Virginia M. Ullman Professor of Natural History and the Environment. Unter seiner Leitung integrierte das Institut auch die Forschungsansätze der Genetik und der Primatologie in die traditionelle Archäologie und Paläoanthropologie.
Kimbel verfasste zahlreiche Fachpublikationen, in denen er Kriterien für die Abgrenzung homininer Arten erörterte. Im Jahr 2015 war er Co-Autor der wissenschaftlichen Beschreibung des Fossils LD 350-1, des ältesten bisher entdeckten Belegs für die Existenz der Gattung Homo.

## Privates
In einem Nachruf schrieb der Paläoanthropologe Bernard Wood: „In seiner Jugend war Kimbel ein talentierter Baseballspieler und später ein begeistertes und engagiertes Mitglied seiner örtlichen Softballmannschaft. Seine Hobbys, zu denen auch die Philatelie und die Musikwissenschaft gehörten, betrieb er mit der gleichen Leidenschaft und Energie, die er seinen Forschungen widmete. Sein Wissen über Barockmusik – und ihre Aufführung – war enorm, aber er kannte sich ebenso gut mit Jazz aus.“
Bill Kimbel verstarb im Alter von 68 Jahren an den Folgen einer Krebserkrankung. Er hinterließ seine Ehefrau, die Künstlerin Patricia Sannit, und zwei Kinder.

## Ehrungen
- 2005: Mitglied der American Association for the Advancement of Science[9]

## Schriften (Auswahl)
- mit Tim White und Donald Johanson: Australopithecus africanus: Its Phyletic Position Reconsidered. Kapitel 29 in: Russell L. Ciochon und Robert S. Corruccini (Hrsg.): New Interpretations of Ape and Human Ancestry. Springer, New York 1983, S. 721–780, ISBN 978-1-4684-8856-2.
- mit Lawrence B. Martin (Hrsg.): Species, Species Concepts and Primate Evolution. Kluwer Academic/Plenum Publishers, New York 1993, ISBN 978-0-30644297-1.
- mit Yoel Rak und Erella Hovers: A Neandertal infant from Amud Cave, Israel. In: Journal of Human Evolution. Band 26, Nr. 4, 1994, S. 313–324, doi:10.1006/jhev.1994.1019.
- mit Donald Johanson und Yoel Rak: The first skull and other new discoveries of Australopithecus afarensis at Hadar, Ethiopia. In: Nature. Band 368, 1994, S. 449–451, doi:10.1038/368449a0.
- mit Yoel Rak und Donald Johanson: The skull of Australopithecus afarensis. Oxford University Press, 2004, ISBN 978-0-19515706-2.
- The Origin of Homo. Kapitel 4 in: Frederick E. Grine, John G. Fleagle und Richard E. Leakey (Hrsg.): The First Humans. Origin and Early Evolution of the Genus Homo. Springer Netherlands, 2009, S. 31–37, ISBN 978-1-4020-9979-3.
- Palaeoanthropology: Hesitation on hominin history. In: Nature. Band 497, Nr. 7451, 2013, S. 573–574, doi:10.1038/497573a.
- mit Brian Villmoare: From Australopithecus to Homo: the transition that wasn't. Review-Artikel in: Philosophical Transactions of the Royal Society B. Band 371, Nr. 1698, 2016, doi:10.1098/rstb.2015.0248. (freier Volltext)
- mit Brian Villmoare: On the scientific credibility of paleoanthropology. In: Evolutionary Anthropology. Online-Vorabveröffentlichung vom 11. Juni 2024, doi:10.1002/evan.22037.

## Belege
1. ↑  Jeremiah E. Scott, Amy L. Rector und Brian Villmoare: William Howard Kimbel (1954–2022). In: Evolutionary Anthropology. Online-Vorabveröffentlichung vom 27. Juni 2022, doi:10.1002/evan.21949.
2. 1 2 3 4   Bernard Wood: William Howard Kimbel (1954–2022). In: Journal of Human Evolution. Band 171, 2022, 103248, doi:10.1016/j.jhevol.2022.103248.
3. ↑  William H. Kimbel und Lucas K. Delezene: „Lucy“ redux: A review of research on Australopithecus afarensis. In: American Journal of Physical Anthropology. Band 140, Nr. S49, 2008, S. 2–48, doi:10.1002/ajpa.21183. (= Supplement: Yearbook of Physical Anthropology)
4. ↑  Yoel Rak, William H. Kimbel und Erella Hovers: A Neandertal infant from Amud Cave, Israel. In: Journal of Human Evolution. Band 26, Nr. 4, 1994, S. 313–324, doi:10.1006/jhev.1994.1019.
5. 1 2  Arizona State University: A tribute to ASU paleoanthropologist William H. Kimbel. Von Julie Russ. Auf: asu.edu vom 6. Mai 2022.
6. ↑  School of Human Evolution and Social Change. der Arizona State University.
7. ↑  Nachruf auf William Kimbel, Mai 2022.
8. ↑  Brian Villmoare, William H. Kimbel et al.: Early Homo at 2.8 Ma from Ledi-Geraru, Afar, Ethiopia. In: Science. Band 347, Nr. 6228, 2015, S. 1352–1355, doi:10.1126/science.aaa1343.
9. ↑  AAAS Fellows, gewählt im Jahr 2005. Auf: aaas.org, zuletzt abgerufen am 18. Juli 2022.

| Personendaten    | Personendaten                                             |
| ---------------- | --------------------------------------------------------- |
| NAME             | Kimbel, William H.                                        |
| ALTERNATIVNAMEN  | Kimbel, Bill; Kimbel, William Howard (vollständiger Name) |
| KURZBESCHREIBUNG | US-amerikanischer Paläoanthropologe                       |
| GEBURTSDATUM     | 15. April 1954                                            |
| GEBURTSORT       | Philadelphia                                              |
| STERBEDATUM      | 17. April 2022                                            |
| STERBEORT        | Phoenix, Arizona                                          |